# فهرست زیرگونه‌های گرگ
۳۸ زیرگونه از گرگ (نام علمی: Canis lupus) وجود دارد که در کتاب گونه‌های پستانداران جهان (۲۰۰۵، ویرایش سوم) فهرست شده‌اند. این زیرگونه‌ها در ۲۵۰ سال گذشته نام‌گذاری شده‌اند و از زمان نام‌گذاری آن‌ها تاکنون تعدادی از آن‌ها منقرض شده‌اند. زیرگونه اصلی گرگ‌ها، گرگ اوراسیا (Canis lupus lupus) است.

## آرایه‌شناسی
در سال ۱۷۵۸، گیاه‌شناس و جانورشناس سوئدی، کارل لینه، در اثر خود به نام سامانه طبیعت، نام‌گذاری دودویی یا نام‌گذاری دوکلمه‌ای گونه‌ها را معرفی کرد. Canis واژه‌ای لاتین به معنای «سگ» است و لینه در این سرده، گوشت‌خواران سگ‌مانند از جمله سگ‌های اهلی، گرگ‌ها و شغال‌ها را فهرست کرد. او سگ اهلی را با نام Canis familiaris طبقه‌بندی کرد و در صفحه بعد، گرگ را با نام Canis lupus دسته‌بندی نمود. لینه سگ را گونه‌ای جدا از گرگ در نظر گرفت، به دلیل تفاوت‌هایی در سر، بدن و cauda recurvata (دم رو به بالا) که در هیچ‌یک از دیگر اعضای خانواده سگان یافت نمی‌شود.
در سال ۱۹۹۹، مطالعه‌ای بر روی دی‌ان‌ای میتوکندریایی نشان داد که سگ اهلی ممکن است از چندین جمعیت گرگ به وجود آمده باشد. در این مطالعه همچنین مطرح شد که «نژادهایی» مانند دینگو و سگ آوازخوان گینه نو در زمانی شکل گرفته‌اند که جمعیت‌های انسانی از یکدیگر بیشتر جدا و منزوی بوده‌اند. در ویرایش سوم کتاب گونه‌های پستانداران جهان که در سال ۲۰۰۵ منتشر شد، جانورشناس دابلیو. کریستوفر ووزنکرافت در زیرگونه‌های گرگ با نام علمی Canis lupus، حدود ۳۶ زیرگونه وحشی را فهرست کرد و دو زیرگونه دیگر نیز پیشنهاد داد: familiaris (سگ اهلی)، معرفی‌شده توسط لینه در سال ۱۷۵۸ و dingo، معرفی‌شده توسط مایر در سال ۱۷۹۳.
وورنکرافت همچنین hallstromi (سگ آوازخوان گینه نو) را به عنوان نام مترادف رده‌بندی‌شده برای دینگو در نظر گرفت. او به مطالعه دی‌ان‌ای میتوکندریایی به عنوان یکی از راهنماها در تصمیم‌گیری خود اشاره کرده و همه ۳۸ زیرگونه را زیر نام عمومی «گرگ» طبقه‌بندی کرده بود، که زیرگونه اصلی در این دسته‌بندی، گرگ اوراسیا (Canis lupus lupus) بود؛ بر پایه نمونه‌ای که لینه در سوئد بررسی کرده بود. با این حال، طبقه‌بندی برخی از این سگ‌سانان به عنوان گونه یا زیرگونه در سال‌های اخیر به چالش کشیده شده است.

## فهرست زیرگونه‌های موجود
زیرگونه‌های زنده توسط MSW3 تا تاریخ ۲۰۰۵ شناسایی شدند و به گروه گرگ‌های دنیای قدیم و دنیای جدید تقسیم می‌شوند:

### اوراسیا و استرالیا
| زیرگونه                                | تصویر |
| -------------------------------------- | ----- |
| C. l. albus گرگ توندرا                 |       |
| C. l. arabs گرگ عربی                   |       |
| C. l. campestris گرگ استپی             |       |
| C. l. chanco گرگ هیمالیایی             |       |
| C. l. chanco گرگ مغولی                 |       |
| C. l. dingo دینگو و سگ آوازخان گینهٔ نو |       |
| C. l. familiaris سگ اهلی               |       |
| C. l. lupus گرگ اوراسیا (زیرگونهٔ نماد) |       |
| C. l. pallipes گرگ ایرانی              |       |

### آمریکای شمالی

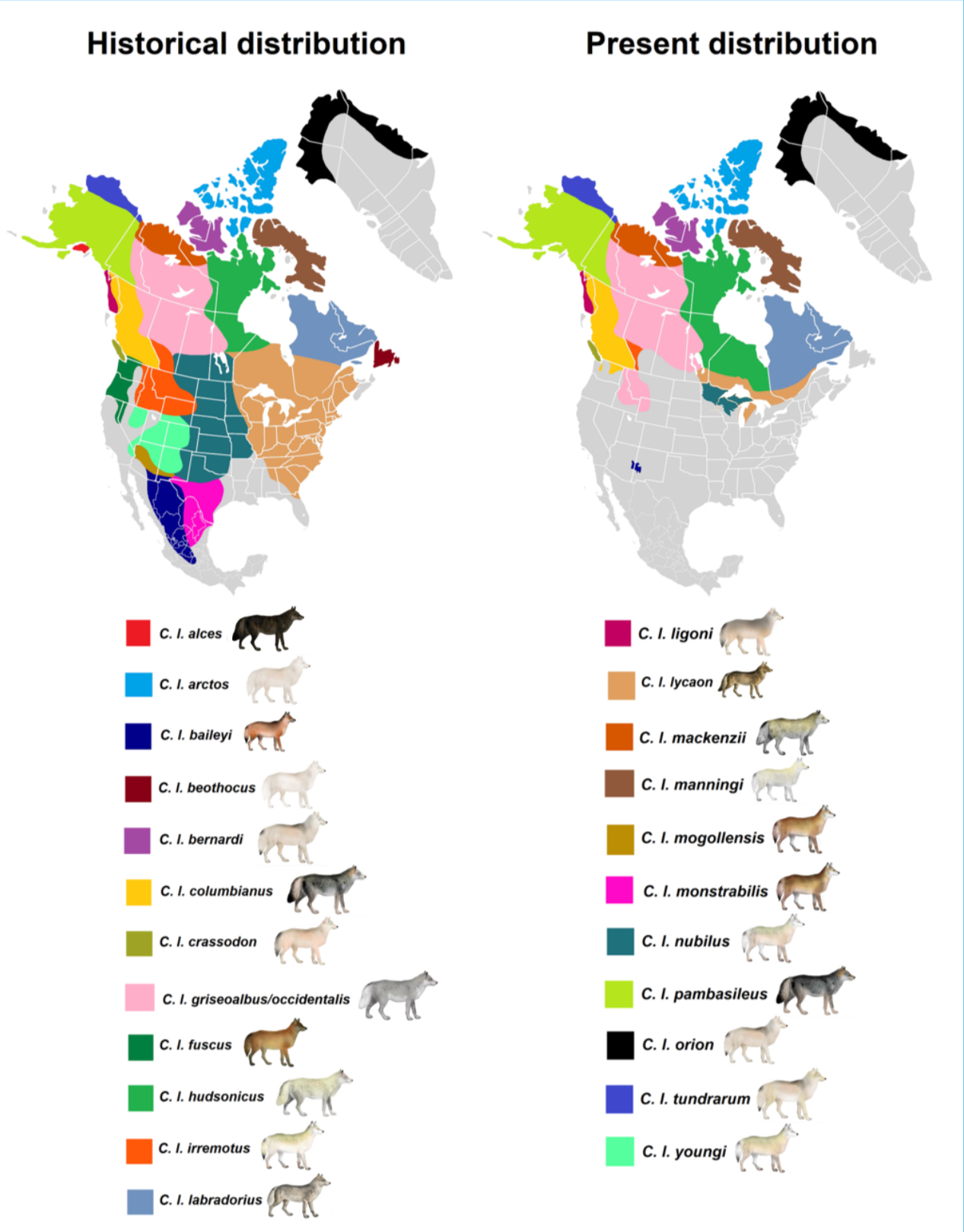
توزیع زیرگونه‌های گرگ آمریکای شمالی بر اساس طبقه‌بندی گلدمن (۱۹۴۴) و هال (۱۹۸۱).
هال زیرگونهٔ Canis lupus griseoalbus را از زیرگونهٔ Canis lupus occidentalis گلدمن جدا کرد. این زیرگونه‌ها در ویرایش سوم گونه‌های پستانداران جهان، ۲۰۰۵ گنجانده شده‌اند.

| زیرگونه‌ها                             | تصویر |
| ------------------------------------- | ----- |
| C. l. arctos گرگ شمالگان              |       |
| C. l. baileyi گرگ مکزیکی              |       |
| C. l. columbianus گرگ بریتیش کلمبیا   |       |
| C. l. crassodon گرگ جزیره ونکوور      |       |
| C. l. familiaris سگ اهلی              |       |
| C. l. hudsonicus گرگ خلیج هادسون      |       |
| C. l. irremotus گرگ کوه‌های راکی شمالی |       |
| C. l. labradorius گرگ لابرادور        |       |
| C. l. ligoni گرگ مجمع‌الجزایر الکساندر |       |
| C. l. lycaon گرگ شرقی                 |       |
| C. l. mackenzii گرگ رود مکنزی         |       |
| C. l. manningi گرگ جزیره بافین        |       |
| C. l. occidentalis گرگ شمال غرب       |       |
| C. l. orion گرگ گرینلند               |       |
| C. l. pambasileus گرگ داخلی آلاسکا    |       |
| C. l. nubilus گرگ دشت‌های بزرگ         |       |
| C. l. rufus گرگ سرخ                   |       |
| C. l. tundrarum گرگ توندرایی آلاسکا   |       |

## فهرست زیرگونه‌های منقرض شده
| زیرگونه‌ها                                       | تصویر |
| ----------------------------------------------- | ----- |
| † C. l. maximus                                 |       |
| † C. l. spelaeus گرگ غار                        |       |
| † زیرگونهٔ ایتالیایی از پلیستوسن پسین و بدون نام |       |

زیرگونه‌های شناخته شده توسط گونه‌های پستانداران جهان تا پیش از سال ۲۰۰۵ که در طول ۱۵۰ سال گذشته منقرض شده‌اند:
| زیرگونه‌ها                                     | تصویر |
| --------------------------------------------- | ----- |
| † C. l. alces گرگ شبه‌جزیره کنای               |       |
| † C. l. beothucus گرگ نیوفاندلند              |       |
| † C. l. bernardi گرگ برنارد                   |       |
| † C. l. floridanus گرگ سیاه فلوریدا           |       |
| † C. l. fuscus Cascade Mountains wolf         |       |
| † C. l. gregoryi گرگ دره می‌سی‌سی‌پی             |       |
| † C. l. griseoalbus گرگ مانیتوبا              |       |
| † C. l. hattai گرگ هوکایدو                    |       |
| † C. l. hodophilax گرگ هنشو                   |       |
| † C. l. mogollonensis Mogollon Mountains wolf |       |
| † C. l. monstrabilis گرگ تگزاس                |       |
| † C. l. youngi گرگ کوه‌های راکی جنوبی          |       |

زیرگونه‌های کشف شده پس از انتشار گونه‌های پستانداران جهان در سال ۲۰۰۵ که طی ۱۵۰ سال گذشته منقرض شده‌اند:
| زیرگونه‌ها                           | تصویر |
| ----------------------------------- | ----- |
| † Canis lupus cristaldii گرگ سیسیلی |       |